# Raisa Modorova
Raisa Modorova (Раиса Модорова, 1959) es una cantante de la República de Altái. Es una sobretonal o cantante de garganta difónica. Se entrenó en la ópera en Moscú y San Petersburgo, y más tarde devino en escritora y cantante de canciones de pop. En 1995,  tuvo un sueño de dirigir música tradicional de Altái, a pesar de la oposición de patriarcas tradicionalistas quienes piensas que una mujer no tendría que actuar con ese tipo de música.

## Registros
- Tandalai: Erdine - Voz de mujer de Altay. Sketis Música. 2005. Höömei Archivado el 29 de agosto de 2021 en Wayback Machine.